# Coeficientes de Fresnel
Los coeficientes de Fresnel (en honor al físico francés Augustin Fresnel) son unos parámetros que permiten medir la relación entre los campos eléctricos transmitido y reflejado cuando una onda experimenta un cambio en las propiedades del medio por el que se propaga.
Cuando una onda electromagnética incide en la interfaz, o superficie de separación entre dos medios con distintos índices de refracción ({\displaystyle n_{i}} y {\displaystyle n_{t}}), una parte se transmitirá y otra se reflejará en el mismo. Sí el ángulo de incidencia es {\displaystyle \theta _{i}} y {\displaystyle \mu _{i}}, sabemos que: {\displaystyle \theta _{i}=\theta _{r}} es decir que el ángulo de incidencia es igual al de reflexión. Por la ley de Snell, tenemos que {\displaystyle n_{i}\sin {\theta _{i}}=n_{t}\sin {\theta _{t}}} es decir que el ángulo de transmisión a través del nuevo material dependerá de los coeficientes de refracción {\displaystyle n={\sqrt {\frac {\epsilon \mu }{\epsilon _{0}\mu _{0}}}}} de ambos materiales y del ángulo de incidencia.
- Se define el coeficiente de reflexión como la razón entre el campo eléctrico reflejado por el incidente:

{\displaystyle r={\frac {E_{r}}{E_{i}}}}
- Se define el coeficiente de transmisión la razón entre el campo eléctrico transmitido por el incidente:

{\displaystyle t={\frac {E_{t}}{E_{i}}}}
La transmisión y la reflexión dependen de la polaridad de la onda al traspasar el medio (esto se debe a como interactúa la onda plana con la interfaz), por lo que los coeficientes de Fresnel serán perpendiculares al plano de incidencia (plano por el cual viaja la onda y perpendicular a la interfaz) y paralelos al plano de incidencia. 
- Coeficientes paralelos:

{\displaystyle r_{\|}={\frac {{\frac {n_{t}}{\mu _{t}}}\cos \theta _{i}-{\frac {n_{i}}{\mu _{i}}}\cos \theta _{t}}{{\frac {n_{i}}{\mu _{i}}}\cos \theta _{t}+{\frac {n_{t}}{\mu _{t}}}\cos \theta _{i}}}}
{\displaystyle t_{\|}={\frac {2{\frac {n_{i}}{\mu _{i}}}\cos \theta _{i}}{{\frac {n_{i}}{\mu _{i}}}\cos \theta _{t}+{\frac {n_{t}}{\mu _{t}}}\cos \theta _{i}}}}
- Coeficientes perpendiculares:

{\displaystyle r_{\bot }={\frac {{\frac {n_{i}}{\mu _{i}}}\cos \theta _{i}-{\frac {n_{t}}{\mu _{t}}}\cos \theta _{t}}{{\frac {n_{i}}{\mu _{i}}}\cos \theta _{i}+{\frac {n_{t}}{\mu _{t}}}\cos \theta _{t}}}}
{\displaystyle t_{\bot }={\frac {2{\frac {n_{i}}{\mu _{i}}}\cos \theta _{i}}{{\frac {n_{i}}{\mu _{i}}}\cos \theta _{i}+{\frac {n_{t}}{\mu _{t}}}\cos \theta _{t}}}}
Donde los subíndices t/i indican las onda transmitida/incidente o el segundo medio/primer medio según se aplique a ángulos o índices de refracción así como permeabilidades magnéticas, respectivamente.
Basta con combinar ambos para tener una onda cualquiera interactuando en una interfaz.
- Datos: Q8347427